# Tangahoe (fleuve)
Le fleuve Tangahoe  (en anglais : Tangahoe River) est un cours d’eau de la région de Taranaki, situé dans l’Île du Nord de la Nouvelle-Zélande.

## Géographie
Il s’écoule globalement vers le sud-ouest à partir de son origine dans un pays de collines situé à l’est du lac Rotorangi (en), atteignant la mer de Tasman au niveau de la South Taranaki Bight (en) à 5 km au sud-est de la ville de Hawera.

## Nom
Un ancien, originaire de Tangahoe (en) et de l’iwi des Ngati Hine (en) disait que l’origine du nom Tangahoe fut donné à la rivière à la suite de la perte d’un aviron de direction d’un canoë en mer (waka) qui essayait de retourner à son tauranga waka (emplacement d’accostage). Il fut dit que s'il y avait deux rames de direction comme sur l'aotea waka (en), il aurait pu regagner la terre.

## Valeur pré-coloniale
Le Ngati Ruanui Claims Settlement Act 2003 (en) dit que la rivière est une source majeure de nourriture, fournissant coquillages et poissons comprenant lamproies ou piharau, kokopu, anguilles ou tuna et patiki , des oiseaux tels que les  pigeons ou kereru, Pukeko (Porphyrio melanotus), tiwaiwaka, kahu, kakapo, kiwi, Méliphages carillonneur ou  New Zealand bellbird ou korimako, miromiro et pipiwharauroa et des plantes, comprenant : koromiko (en), kohia (en),hinau (en), piripiri (en), mamaku (en), et le rewarewa .

## Sites défensifs

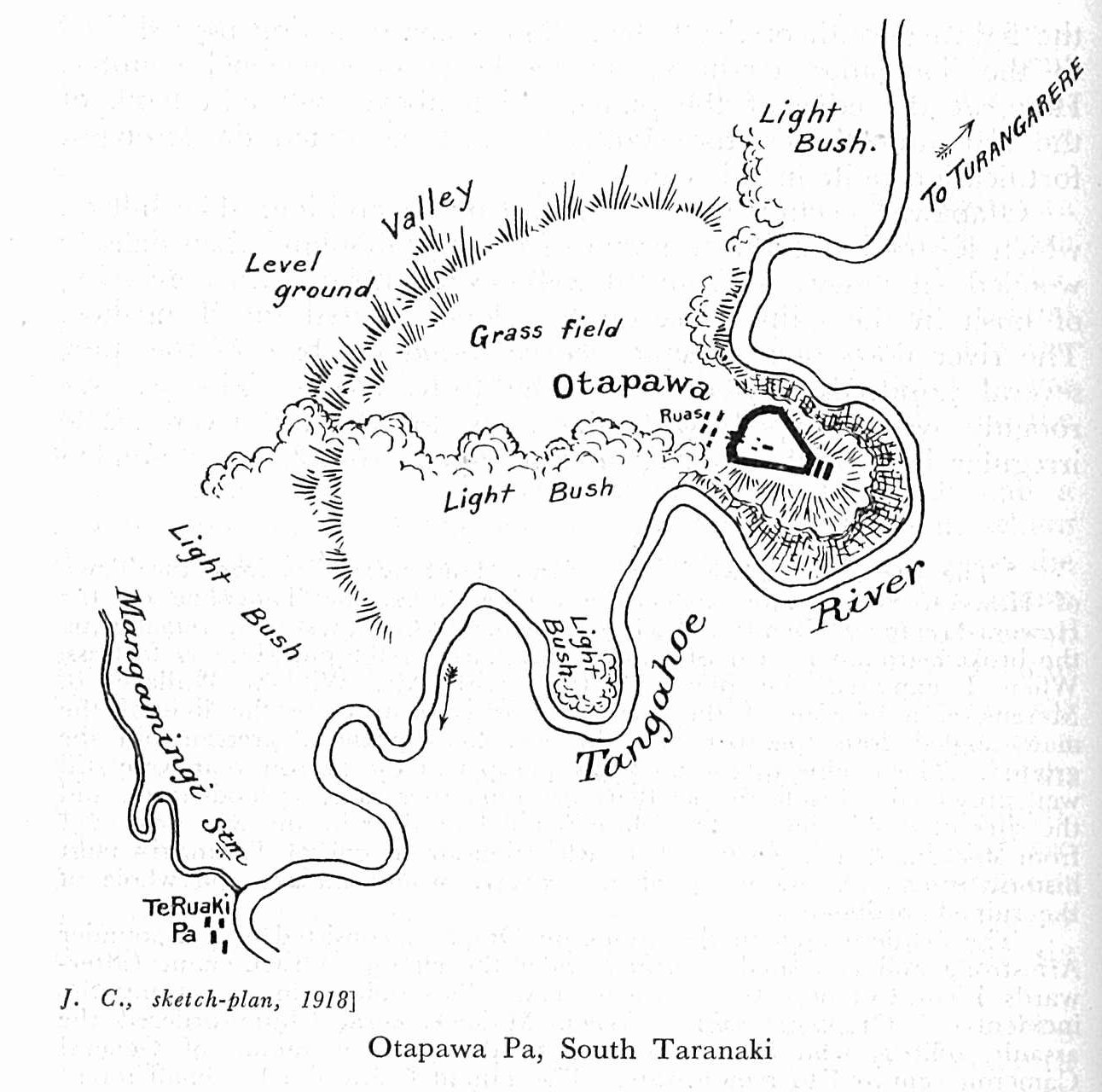
Le pa Otapawa, qui fut attaqué en 1866

Les flancs abrupts de la vallée du cours inférieur de la rivière offraient de bons sites défensifs, comme l'indique la carte .
Le pa d'Otapawa était tenu par Tangahoe avec les Pakakohi (en) et par les  Ngāti Ruanui (en), quand il fut attaqué le 16 janvier 1866, durant la Seconde Guerre de Taranaki. Le bilan de cette attaque, donné dans The adventures of Kimble Bent (en) parle d'une perte de sept personnes pour les  Maoris  mais d’autres sources estiment les pertes à 30 tués et 30 blessés. Les troupes impériales ont perdu de leur côté 11 tués et 10 blessés. À l’issue des combats, un  bulldozer a détruit la plus grande partie du site .
Le pa de Te Ruaki a aussi été endommagé, mais par le bétail.
Les redoutes de  Tangahoe et d’Inman datent du 17 mars 1865. Elles restent en bon état sous les pâturages.

## Géologie
Le fleuve s’étale sur du mudstone sableux datant du milieu du Pliocène de Tangahoe, formé dans une mer peu profonde , puis sa vallée est taillée dans un groupe de roches du début du Pliocène de Whenuakura : calcaire bioclastique en galets et des grès riches en mica, ainsi que des siltites), alors que les terrains alentour sont couverts par les dépôts superficiels provenant d’une plage du milieu du Pléistocène formée de conglomérats, de sable, de tourbe et d’argile.
Le fleuve charrie environ 43 900 tonnes de sédiments vers la mer chaque année. Il est surmonté par des falaises de 30 à 50 m de hauteur, largement érodées sur les 15 000 dernières années, formées à la suite d'un soulèvement tectonique .Au niveau de son écoulement dans la baie de Taranaki Bight, le fleuve Tangahoe est classé au 13e rang pour le débit mais au 9e rang pour l’apport de sédiments avec un taux de sédimentation de 1,39 kg/s .

## Qualité de l’eau
La qualité de l’eau dans la région de  Taranaki est sous tension. La qualité varie en effet sur toute la longueur du cours d’eau comme le montre la table suivante :
| Site                                      | MCI (en) | Richesse taxonomique | EPT (en) |
| ----------------------------------------- | -------- | -------------------- | -------- |
| 150 m en amont de Patete Stream           | bon      | 24,5                 | 41,5 %   |
| Pont de la route de la vallée de Tangahoe | bon      | 25,5                 | 49 %     |
| 90 m en aval du viaduc ferroviaire        | foire    | 20                   | 40 %     |

Lors de l’été 2016, le niveau de MCI (en) au viaduc était le plus faible jamais enregistré à cause des travaux entrepris par la société Fonterra, causant l’effondrement du taux à son plus bas.
Tangahoe est listé au 5e rang de la région de Taranaki pour les modifications, avec 2,27 km de torrents soumis à des autorisations (en) pour des modifications de leur bassin de drainage.
La laiterie  Fonterra de Whareroa avait une autorisation de prélever 30 000 000 l d’eau par jour à partir des affluents du fleuve Tangahoe, nommé le Tawhiti Stream, où le flux, la température de l’eau sont enregistrés à la fois au niveau de Tawhiti Rd, et de  Whareroa .
La laiterie extrait la vase de l’eau avec des microbilles de plastique.
Le prélèvement de 1 741 050 l d'eau est aussi autorisé pour l’irrigation.

## Tunnel

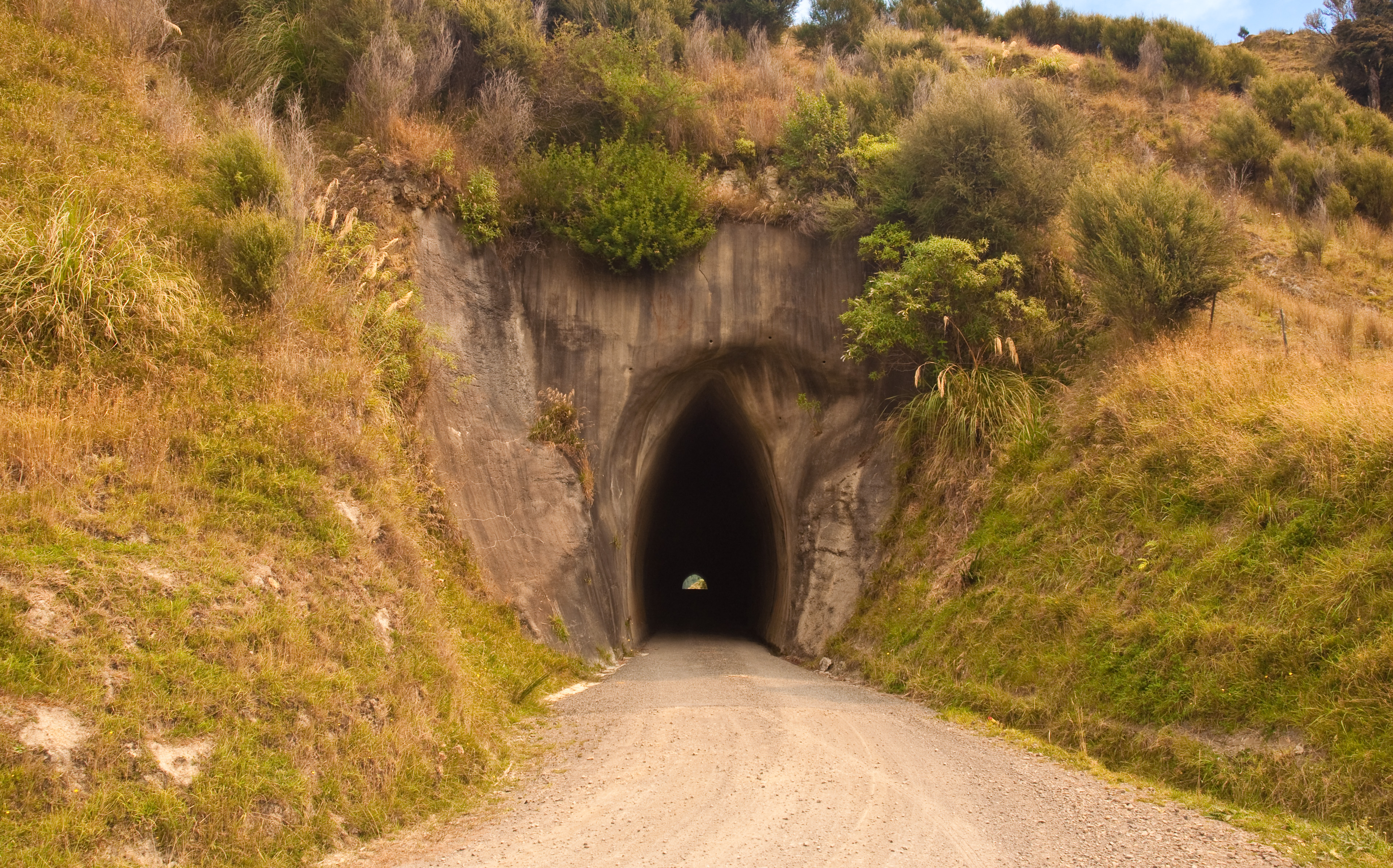
Porte est du tunnel

Le tunnel de la vallée de Tangahoe passe sous la crête séparant Pukekino Rd (menant au lac de Rotorangi (en)) de la vallée du fleuve Tangahoe 
L’autorisation pour la construction d’un tunnel de 160 m de long fut donnée en 1928  Le creusement commença par les deux bouts, mais ne se rejoignit pas tout à fait au milieu, d’où une variation dans la hauteur du plafond au centre du tunnel.
En 1954, du béton projeté fut étalé pour consolider les murs 
En 1986, une partie du plafond s’effondra lors d’un tremblement de terre et le tunnel fut fermé. Une tranchée profonde et instable, située le long du trajet du tunnel, fut creusée mais qui en fait était souvent infranchissable, servit temporairement pour assurer le trafic jusqu’en 1996, où le district de South Taranaki décida de ré ouvrir le tunnel, qui ouvrit effectivement  en 1997 mais pour 245 000 $ de travaux.
En 2003, d’autres travaux de restauration furent nécessaires  pour un coût de 250 000 $, en particulier pour extraire 25 000 m3 de terres des environs du tunnel et à nouveau 10 000 m3 pour atteindre l'entrée et amener les 1 000 m3 de boulons d'ancrage nécessaires. D’autres réparations eurent lieu en 2009.

## Ponts
La route de Tangahoe Valley Rd traverse le fleuve sur un pont en arche (en) de 24,2 m qui remplaça un autre pont détruit par les inondations de 1937, le nouveau pont étant situé à 2,4 m au-dessus du niveau de la plus haute inondation enregistrée . La route fut  évaluée en 1898 mais l’argent nécessaire aux travaux n’a été disponible qu’en 1900 et la route a dû être réparée après des inondations dès 1903 quand 500 £ furent votés pour la construction d’un pont.
Un pont fut construit en 1920 et la route graduellement prolongée en amont dans la vallée, avec le financement qui fut voté en 1924.
La route d'Owhangai Rd traverse la rivière sur pont à une seule voie .
La route fut pourtant mentionnée dès 1877 et le pont était assez vieux pour nécessiter des réparations dès 1919.
Un nouveau pont fut construit en 1920,.

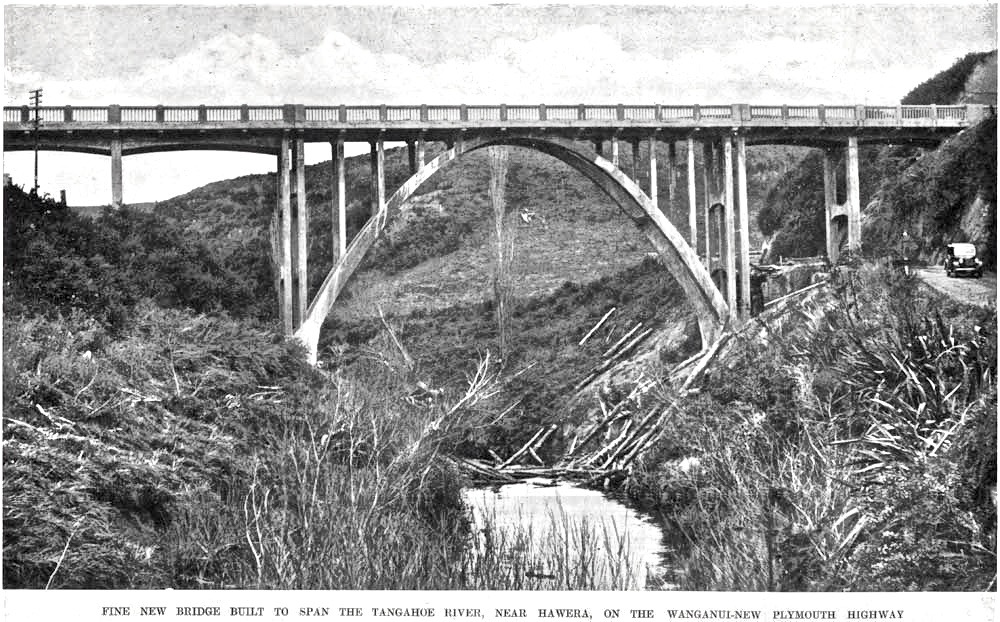
La route allant vers le pont de 1871 est visible vers la droite

La State Highway 3/ S H3 (en) traverse la rivière sur un pont de 65,5 m de long, car jusqu’en 1871 la route passait via Manawapou Rd et la plage à marée basse .
Un pont fut construit en 1871 et remplacé en 1887.
En 1935, il fut emporté par une inondation survenue le 22 février 1935 et remplacé temporairement 
Des travaux sur le relief ainsi que sur la route sinueuse qui lui donnait accès  ont ainsi débuté en 1933   
furent terminés en 1936 pour un coût de 6 000 £.
Il  fut élargi de 6 m à 7,5 m en 2008. Mais il y eut sept accidents dans les quatre années avant l’élargissement .
La ligne de la New Plymouth railway (en) traverse le fleuve à environ un kilomètre en aval de la route SH3, sur  un pont à tréteaux de neuf portées de 220 pieds de long, la portée centrale étant de 60 pieds, et quatre autres arches de chaque côté allant de 10 pieds à 40 pieds. Les plus petites portées ont des piles fixées dans le rocher, mais celles du centre ont des piliers en béton de 18 pieds de profondeur. Le pont était fait de totara situés à 80 pieds au-dessus du lit de la rivière et à 65 pieds au-dessus du niveau des eaux .
Une soumission fut acceptée pour la reconstruction dès 1910